# Nesodden
Nesodden là một đô thị ở hạt Akershus, Na Uy.
Nesodden đã được lập thành một đô thị ngày 1/1/1838 (xem formannskapsdistrikt). Oppegård đã được tách khỏi Nesodden ngày 1/7/1915.
Nesodden nằm ở mũi của bán đảo giữa Oslofjord chính và nhánh Bunnefjorden của nó.
Nhiều nhân vật xuất thân ở đây, gồm Bjørn Hansen, diễn viên Bjørn Sundquist, Jørgen Langhelle, Hildegunn Rise, Gard B. Eidsvold, Hanne Ørstavik, Dagfinn Høybråten, Helene Rask và Sondre Lerche Åsleik Engmark, Thomas von Sonnenberg, Trine Rein